# Іродіада (опера)
«Іродіада» (фр. Herodiade) — опера на 4 дії французького композитора Жуля Массне. Французьке лібрето написано Полем Міл’є та Анрі Ґремоном за мотивами новели Гюстава Флобера «Іродіада» (1877).
Прем'єра відбулася 19 грудня 1881 року в Брюсселі в Театрі Моньє. Дирекція Паризької опери (Огюст Еммануель Вокорбей) відхилила оперу Массне через слабкість лібрето. Воно було перероблено за участю Андре Занардіні, і 1884 року опера була поставлена в Парижі.

## Дійові особи
| Йоан, пророк                     | тенор         |
| Ірод, цар Юдеї                   | баритон       |
| Іродіада, його дружина           | меццо-сопрано |
| Саломея, дочка Іродіади          | сопрано       |
| Фануель, радник царя             | бас           |
| Вітеллій, римський намісник      | баритон       |
| Купці, солдати, раби, танцівниці |               |

## Лібрето

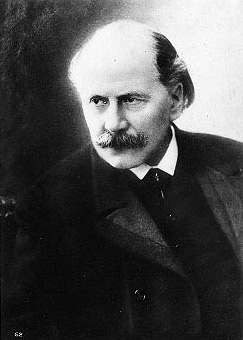
Жюль Массне

### Акт перший
Перед входом до палацу Ірода
Купці, городяни, слуги. Йде суперечка з релігійних питань. Обговорюють появу нового пророка Йоана, який викриває зловживання царя і особливо цариці. Фануель розганяє натовп. З'являється танцівниця Саломея. Вона прибула в столицю на запрошення Ірода. Одночасно вона шукає матір, яка покинула її в дитинстві. по дорозі вона зустріла Івана. Він зачарував її своїм виглядом та промовами. Фануель відводить Саломею до палацу. З палацу виходить Ірод. Він збайдужів до дружини. Тепер його спалює пристрасть до Саломеї, і він спеціально викликав її сюди. Слідом за Іродом з'являється Іродіада. Вона дорікає чоловіка в неуважності. Вимагає заарештувати Йоана, який в своїх проповідях ображає насамперед її. Здалеку чути голос Йоана, і цар з царицею ховаються в палаці. Входить Йоан. Назустріч йому виходить Саломея. Вона закохана в молодого пророка і не соромлячись пропонує йому свою любов. Йоан соромить Саломею, заявляє, що теж любить її, але духовною любов'ю.

### Акт другий
Картина перша. Покої Ірода у палаці
Ірод мучиться від незадоволеної пристрасті до Саломеї. Його тугу намагаються розвіяти вавилонські танцівниці. Але цар невтішний. З'являється Фануель. Він закликає Ірода дати спокій Саломеї та зайнятися політикою. Необхідно зміцнити царську владу. Ізолювати пророків. Ірод згоден. Він воліє стратити Йоана та інших проповідників, але Фануель побоюється народних хвилювань та пропонує їх лише заарештувати.
Картина друга. Перед Єрусалимським храмом
Ірод і Фануель з військом готуються заарештувати Йоана та проповідників. Народ хвилюється. Іродіада наполягає на арешті Івана. У цей момент прибуває римський намісник Вітеллій з римлянами. На прохання первосвящеників він повертає з Риму святині храму. Тим часом стражники Ірода разом з римлянами заарештовують Йоана.

### Акт третій
Картина перша. Покої Фануеля
Фануель над магічними картами міркує про долю держави. Входить Іродіада. Вона просить у Фануеля ради, як повернути прихильність чоловіка. Фануель радиться із зорями та говорить, що допомогти їй може лише дочка, яку вона втратила давно, і що ця дочка — Саломея. Іродіада заперечує це. Вона каже, що її донька померла в дитинстві.
Картина друга. Єрусалимський храм
Саломея прийшла ще раз освідчитись в коханні Йоану, який тимчасово утримується в храмі. Вона схвильована, їй чується голос, що оспівує неземну любов. Але в цей же час в храм прийшов Ірод, він хоче залучити Йоана на свою сторону. Побачивши Саломею, Ірод освічується їй у коханні. Саломея відмовляє цареві. Розгніваний Ірод клянеться помститися їй. У храм сходяться люди. Вони прийшли просити Вітеллія звільнити Йоана. Входять Ірод, Іродіада, Вітеллій та Фануель. Прохання первосвящеників та народу Вітеллій переадресовує Іроду. Ірод схильний звільнити Йоана, якщо той буде допомагати йому в його політичних планах. Іродіада категорично проти. Вона вимагає страти пророка. Саломея просить за Йоана та зізнається, що любить його. Почувши, що Саломея відкинула його заради Йоана, Ірод приймає рішення ув'язати пророка в темниці, а потім стратити.

### Акт четвертий
Картина перша. Темниця
Йоана не лякає страта. Він помре заради ідеї. В темницю проникає Саломея. На порозі смерті Йоан зізнається, що любить Саломею. Він закликає її жити, але Саломея обіцяє померти разом з Йоаном. Стражники відводять Йоана на страту, а Саломею до палацу, де почався бенкет.
Картина друга. Великий зал у палаці
Ірод і Вітеллій бенкетують. Їх розважають танцівниці. Останньою повинна виступати Саломея. Вона входить та благає зберегти життя Йоану. Вона готова виконати будь-які умови Ірода. Ірод готовий поступитися. Але в цей момент входить кат з закривавленим мечем — страта відбулася. Не пам'ятаючи себе, Саломея дістає кинджал і хоче заколоти Ірода та Іродіяду. Цариця зізнається, що вона мати Саломеї. Тоді Саломея встромляє кинджал собі в груди.